# Bert Trautmann
Bernhard Carl "Bert" Trautmann (Bremen, 22 oktober 1923 – La Llosa de Ranes, 19 juli 2013) was een Duits voetballer, die in de jaren vijftig grote bekendheid kreeg als doelman van Manchester City.

## Loopbaan
Als jongen speelde Trautmann, als linkermiddenvelder, voor Tura Bremen. Toen hij tien jaar oud was, werd hij lid van de Hitlerjugend. Tijdens de Tweede Wereldoorlog vocht hij als parachutist in Rusland. Hij werd krijgsgevangen gemaakt door het Rode Leger, maar wist te ontsnappen. Uiteindelijk werd hij gevangen door Britse troepen en overgebracht naar een krijgsgevangenenkamp in Manchester. Tijdens voetbalwedstrijden tussen verschillende kampen speelde hij eerst op het middenveld, maar toen een keer een keeper ontbrak, probeerde hij het, met goed resultaat. In deze tijd werd hij door de Britten, die moeite met de naam "Bernd" hadden, omgedoopt in "Bert".
Na de bevrijding bleef hij in Engeland en speelde voor een amateurclub in Liverpool. Tijdens een vriendschappelijke wedstrijd tegen Manchester City viel hij zo op, dat deze club hem een contract aanbood. Aanvankelijk stuitte dit op grote protesten van de fans. Tegen de komst van een Duitser naar de club werd zelfs een protestdemonstratie gehouden. De rabbi van Manchester riep echter op hem op zijn daden te beoordelen, en na de eerste wedstrijden, waarin hij goed presteerde, ebden de protesten weg. Uiteindelijk zou Trautmann een van de populairste spelers uit de geschiedenis van de club worden.
Tussen 1949 en 1964 speelde Bert Trautmann 545 wedstrijden voor City. De meest legendarische was de (door City met 3-1 gewonnen) FA Cup-finale tegen Birmingham City in 1956. Een kwartier voor tijd kwam hij hard in botsing met een tegenspeler, maar hij speelde de wedstrijd uit. Drie dagen na de finale bleek in het ziekenhuis dat hij een gebroken nekwervel had opgelopen. Na het seizoen werd hij, als eerste niet-Britse speler, uitgeroepen tot Engels voetballer van het jaar.
Trautmann was in zijn hoogtijdagen een van de beste doelmannen ter wereld, maar werd nooit voor de Duitse nationale ploeg gevraagd, omdat trainer Sepp Herberger geen spelers wilde oproepen die niet in de Oberliga speelden. Na zijn vertrek bij City was hij kort trainer van Stockport County. Daarna werd hij door de Duitse voetbalbond ingehuurd als voetbalontwikkelingswerker en werkte hij in landen als Liberia en Nigeria.

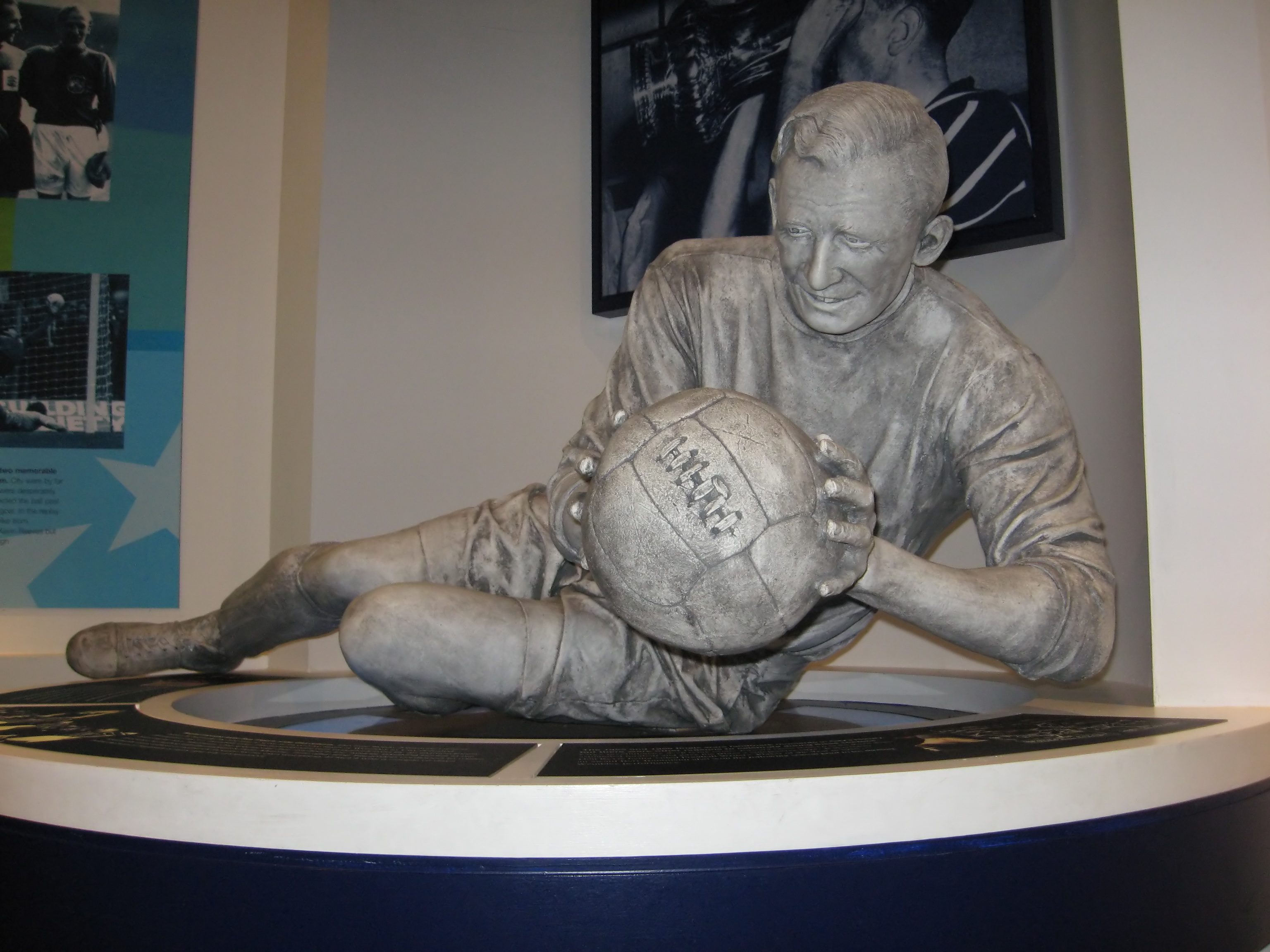
Beeld van Bert Trautmann in het Manchester City Museum

In 2004 ontving Bert Trautmann een hoge Britse onderscheiding voor zijn bijdrage aan het verbeteren van de verhouding tussen het Verenigd Koninkrijk en Duitsland. Drie jaar later kozen de fans van Manchester City hem als beste City-speler aller tijden. Hij woonde sinds 1990 in La Llosa de Ranes, in de buurt van Valencia, waar hij in 2013 op 89-jarige leeftijd overleed. Een jaar later werd in zijn geboortestad Bremen een plein naar hem vernoemd.